# Revenge of the Apes
Revenge of the Apes, původním názvem Planet of the Apes, je akční adventura, která byla původně vyvíjena v roce 1983 společností 20th Century Fox na herní konzoli Atari 2600. Mělo se jednat o první hru založenou na franšíze Planeta opic, avšak kvůli krizi videoherního průmyslu, jež nastala v roce 1983 v USA, nebyla dokončena. Videohra se až do roku 2002, kdy byla zcela náhodně objevena sběrateli, považovala za ztracenou. Následně byla dokončena nezávislým studiem Retrodesign a vydána v roce 2003 pod názvem Revenge of the Apes.

## Hratelnost
Hráč ve hře ovládá postavu Taylora, hlavního hrdiny původního filmu Planeta opic, a postupně prochází úrovněmi, jež byly inspirovány z filmu: lesem, řekou, opičí vesnicí, pouští a jeskyní. Ve hře se nacházejí také tři typy opic: neškodní šimpanzi, orangutani, kteří Taylorovi způsobují poškození a mohou ho dotekem uvěznit v opičí vesnici, a gorily, které dávají větší poškození, používají ohnivé střely a taktéž mohou uvěznit Taylora. Pomocí tzv. „akčního“ tlačítka může hráč vystřelit z Taylorovy zbraně nebo se dostat z vězení. V horní části obrazovky se nachází Taylorův počet životů, jež se každým poškozením snižuje, a také počet dostupných „útěků“. Hra je dokončena v případě, kdy hráč dorazí k soše Svobody (stejně jako je ve filmu). Po dokončení se hra restartuje a je nastavena vyšší obtížnost.

## Vývoj
Studio 20th Century Fox započalo práci na první hře franšízy Planeta opic v roce 1983. Hra byla vyvíjena na herní konzoli Atari 2600 a programátorem se stal John Marvin. Ten hru sice dotáhl do podoby, kdy prošla úvodními koly testování, ale brzy z Foxu odešel do Epyxu a hru nechal nedokončenou. Kvůli krizi videoherního průmyslu, jež měla za následek uzavření herní divize společnosti Fox, nebyla vydána.
Hra se do konce 90. let 20. století, kdy se její kopie našla v obalu jiné nedokončené hry Alligator People, považovala za ztracenou. Kvůli nedostatkům informací o původních hrách se předpokládalo, že se jedná o hru Alligator People. Po objevení originální kopie hry Alligator People v roce 2002 se však začalo spekulovat, co mohla být původní hra zač. Sběratel Matt Reichert zjistil, že se jednalo o hru Planet of the Apes od Johna Marvina, jež byla zřejmě uložena v nesprávném obalu. Roku 2003 byla videohra dokončena nezávislými vývojáři Retrodesign a vydána pod názvem Revenge of the Apes. Do hry také byla dodána hudba a došlo k úpravě finální scény se sochou Svobody.

## Kritika
Videoherní spisovatel Brett Weiss napsal, že je hra průměrná, ale pro fanoušky Planety opic zajímavá. Earl Green z Allgame uvedl, že „průběh hry je méně vzrušující, ale grafika je adekvátní“.